# رنين شومان

مخطط يبين رنين شومان في الغلاف الجوي للأرض.

رنين شومان (ملاحظة 1) هي مجموعة من قمم الأمواج في مجال التردد بالغ الانخفاض التابع لطيف المجال الكهرومغناطيسي لكوكب الأرض. تظهر هذه الأمواج الكهرومغناطيسية على شكل رنين فيزيائي يتولد ويثار من عمليات التفريغ الكهربائي التي تحدث في البرق (أو الصواعق) وذلك في المنطقة الواقعة بين سطح الأرض وبين الغلاف الأيوني (الأيونوسفير).
كان فنفريد أوتو شومان أول من تنبأ بهذه الظاهرة سنة 1952، وذلك بطرق حسابية.

## هوامش
- ملاحظة 1 رنين شومان يقابلها باللغة الإنجليزية (Schumann resonances)؛ كما تسمى أيضاً أشعة شومان [2][3]